# Стшельчин
Стшельчин (пол. Strzelczyn) — село в Польщі, у гміні Хойна Грифінського повіту Західнопоморського воєводства.
Населення — 328 осіб (2011).
У 1975-1998 роках село належало до Щецинського воєводства.

## Демографія
Демографічна структура станом на 31 березня 2011 року:
|          | Загалом | Допрацездатний вік | Працездатний вік | Постпрацездатний вік |
| -------- | ------- | ------------------ | ---------------- | -------------------- |
| Чоловіки | 164     | 30                 | 129              | 5                    |
| Жінки    | 164     | 31                 | 109              | 24                   |
| Разом    | 328     | 61                 | 238              | 29                   |